# Bonzo Dog Doo-Dah Band
La Bonzo Dog Doo-Dah Band (conosciuta anche con i nomi The Bonzo Dog Band, The Bonzo Dog Dada Band e, colloquialmente, i Bonzos) è una band formata da un gruppo di studenti di una scuola d'arte britannica negli anni sessanta. Combinando elementi di jazz rock, rock psichedelico e avant-garde, i Bonzos ricevettero l'attenzione del pubblico inglese anche attraverso un programma per bambini, Do Not Adjust Your Set.

## Storia

### Formazione e primi anni (1962-1966)
La band si formò il 25 settembre 1962, quando Vivian Stanshall si incontrò con lo studente della scuola dell'arte Rodney Slater (sassofono), ad un incontro di pugilato tra Floyd Patterson e Sonny Liston.
Rodney Slater aveva precedentemente suonato in una band jazz insieme ai colleghi Chris Jennings (trombone) e Tom Parkinson (sousafono). Roger Wilkes (tromba) fu il fondatore della band originale al Royal College of Art, insieme a Trevor Brown (banjo). Lentamente cambiarono il loro stile, da una musica più ortodossa, allo stile dei The Alberts e dei The Temperance Seven. Vivian divenne il loro nuovo componente e in quel giorno del 1962, lui e Rodney battezzarono il gruppo "The Bonzo Dog Dada Band". Bonzo the Dog era un celebre personaggio dell'illustrazione popolare britannica creato negli anni venti dal disegnatore George Studdy, mentre il dada era un movimento artistico nato agli inizi del Novecento.
Non molto tempo dopo Vivian, Rodney e Tom vennero sfrattati dal loro appartamento. La band successivamente si arricchì di due nuovi membri: il docente del Goldsmith College Vernon Dudley Bohay-Nowell e il suo inquilino, il pianista/compositore Neil Innes.
La band lavorò con il batterista Tom Hedges prima che Rodney Martin trovasse Martin Ash, che assunse il nome d'arte di Sam Spoons. Poco dopo esordirono con il loro primo concerto in un pub, dove vennero notati da Roger Ruskin Spear.
Roger Ruskin Spear, figlio di Ruskin Spear, all'inizio non gradì la band, ma poi cambiò idea e, grazie alla sua passione per la produzione dei primi gadget elettronici e dei sound-system, divenne presto un membro della band.
Dopo la partenza di Roger Wilkes e di John Parry, il trombonista, la formazione cambiò ancora. I due vennero rimpiazzati da Bob Kerr e "Big" Sid Nichols. L'ultimo membro della band fu "Legs" Larry Smith, arruolato nel 1963 come suonatore di tuba e ballerino di tip tap (poi divenne il batterista).
La band suonò in cinque pub nella zona di Londra, diventando popolare tra i padroni di casa per il loro "consumo" di musica, ovvero, gli ascoltatori rimanevano e bevevano più birra quando loro suonavano. Reg Tracey li scoprì e offrì loro il suo aiuto.
La fortuna della band cominciò quando Reg Tracey garantì loro un contratto con la Parlophone Records nell'aprile del 1966. Il loro primo singolo, una reinterpretazione del brano anni venti, My Brother Makes the Noises for the Talkies aveva come lato B I'm Coming to Bring a Watermelon to My Girl Tonight.
Un secondo singolo, Alley Oop, (con lato B Button Up Your Overcoat), fu pubblicato in ottobre.

### Dal jazz al rock (1967)
Sebbene i Bonzos avessero iniziato suonando musica jazz, decisero di abbracciare il rock, allo scopo di contrastare quelli che sostenevano che stavano assomigliando ai The Temperance Seven e alla The New Vaudeville Band.
La popolarità della Bonzo Dog Band cresceva e, verso la fine del 1967, Paul McCartney gli chiese di partecipare al film Magical Mystery Tour. Nello stesso anno, apparvero come house-band nella serie Do Not Adjust Your Set, un programma per bambini famoso per aver avuto come protagonisti alcuni futuri membri del Monty Python's Flying Circus, (Eric Idle, Terry Jones e Michael Palin). La band si esibiva ogni settimana e qualche volta partecipava agli sketch.
Una volta passati alla Liberty Records, i Bonzos pubblicarono il loro primo album: Gorilla, il quale includeva Jazz, Delicious Hot, Disgusting Cold, canzone che ironizzava selvaggiamente sulla loro esperienza nel jazz.

### I'm the Urban Spacemane oltre (1968-1970)
Nel 1968 pubblicarono il singolo I'm the Urban Spaceman prodotto da Paul McCartney e da Gus Dudgeon con lo pseudonimo "Apollo C. Vermouth". I Beatles erano grandi fan del gruppo. Molte delle loro canzoni erano parodie delle abitudini parrocchiali dei sobborghi britannici, come ad esempio My Pink Half of the Drainpipe dell'album The Doughnut in Granny's Greenhouse (un eufemismo per i gabinetti esterni).
Nel 1969 fu pubblicato l'album Tadpoles. Molte delle loro canzoni apparvero anche in Do Not Adjust Your Set. Nello stesso anno pubblicarono l'album Keynsham.
I Bonzos andarono in tour con gli Who e inoltre parteciparono a uno spettacolo al Fillmore West con i Kinks. Fedele allo spirito del dadaismo, Stanshall effettuò anche un finto striptease. Il successo del primo tour americano li vide, alla fine del 1969, organizzare un altro tour, dove iniziarono a emergere alcuni problemi tra i membri della band, con Stanshall che iniziava a soffrire di un'ansia da palcoscenico che lo portò a ubriacarsi sempre più di frequente. La band suonò per l'ultima volta dal vivo nel gennaio del 1970.

### Prima riunione (1972)
Mentre il gruppo si era già sciolto nel 1970, la loro casa discografica li obbligò a riunirsi alla fine del 1971 per registrare un ultimo album intitolato Let's Make Up and Be Friendly, l'album venne pubblicato nel 1972. L'edizione comprendeva solo Stanshall, Innes e il bassista Dennis Cowan della formazione "classica", sebbene Roger Ruskin Spear apparisse in una traccia, e "Legs" Larry Smith in due. Anche Rodney Slater apparve nei crediti dell'album.

### Seconda riunione (1988)
Vari membri dei Bonzos (compresi Stanshall e Innes) si rincontrarono nel 1988 per incidere un nuovo singolo, No Matter Who You Vote for the Government Always Get In (Heigh Ho). La canzone voleva ironizzare sulle appena trascorse elezioni politiche, ma non fu pubblicata fino alle successive elezioni generali britanniche del 1992.
Il singolo fu l'ultima registrazione con Stanshall, che morì nel 1995.

### Ultima riunione (2006-2008)

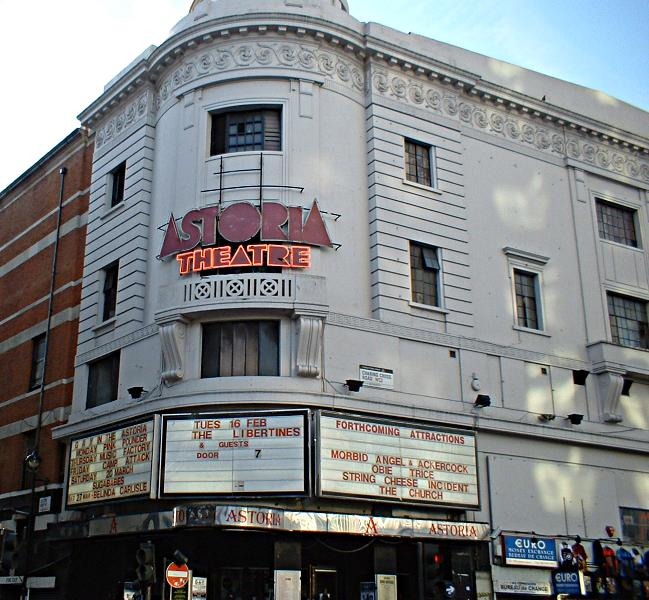
L'Astoria di Londra

Il 28 gennaio 2006 i membri sopravvissuti della band hanno tenuto un concerto al London Astoria, per celebrare il loro quarantesimo anniversario. Apparvero Neil Innes, "Legs" Larry Smith, Roger Ruskin Spear, Rodney Slater, Bob Kerr, Sam Spoons e Vernon Dudley Bohay-Nowell. C'erano anche artisti di vari livelli di successo, per sostituire Vivian Stanshall, uno dei due membri deceduti della band (il secondo era il bassista Dennis Cowan). Tra i vari imitatori di Stanshall Stephen Fry, Ade Edmondson, Phill Jupitus e Paul Merton. Lo show venne filmato e trasmesso sulla BBC e venne pubblicato in DVD nel maggio 2006.
Ufficialmente chiamatisi nuovamente The Bonzo Dog Doo-Dah Band, pubblicarono un album della loro esibizione live all'Astoria sotto il titolo di Wrestle Poodles... and Win! il 13 novembre 2006.
Il 10 dicembre 2007 pubblicarono il loro primo album dopo 35 anni intitolato Pour l'Amour des Chiens.
La formazione riunita della band avrebbe dovuto esibirsi al The Bonzo Dog Doo-Dah Christmas Show venerdì 21 dicembre e sabato 22 dicembre 2007 allo Shepherds Bush Empire a Londra, ma lo show venne rinviato senza spiegazione a inizio 2008. Da allora i membri della band decisero di intraprendere nuovamente carriere soliste.

### Oggi
Rodney Slater, Roger Spear, Sam Spoons e il pianista David Glasson (ex componente della Whoope Band) si esibiscono regolarmente con il nome di "Three Bonzos and a Piano". Formatisi nell'ottobre 2008, hanno intrapreso concerti regolari (circa 2 o 3 al mese) come una sorta di "Bash Street Bonzos". I Three Bonzos and a Piano hanno pubblicato un album intitolato Hair of the Dog.
Neil Innes ha intrapreso un tour negli Stati Uniti d'America tra il 2009 e il 2010, esibendosi anche in diversi show nel 2009 nel Regno Unito.

## Membri della band
Membri principali della band:
- Vivian Stanshall (1943-1995): tromba, voce
- Neil Innes (1944-2019): pianoforte, chitarra, voce
- Rodney "Rhino" Slater (1944): sassofono
- Roger Ruskin Spear (1943): sassofono tenore e altri congegni
- "Legs" Larry Smith (1944): batteria

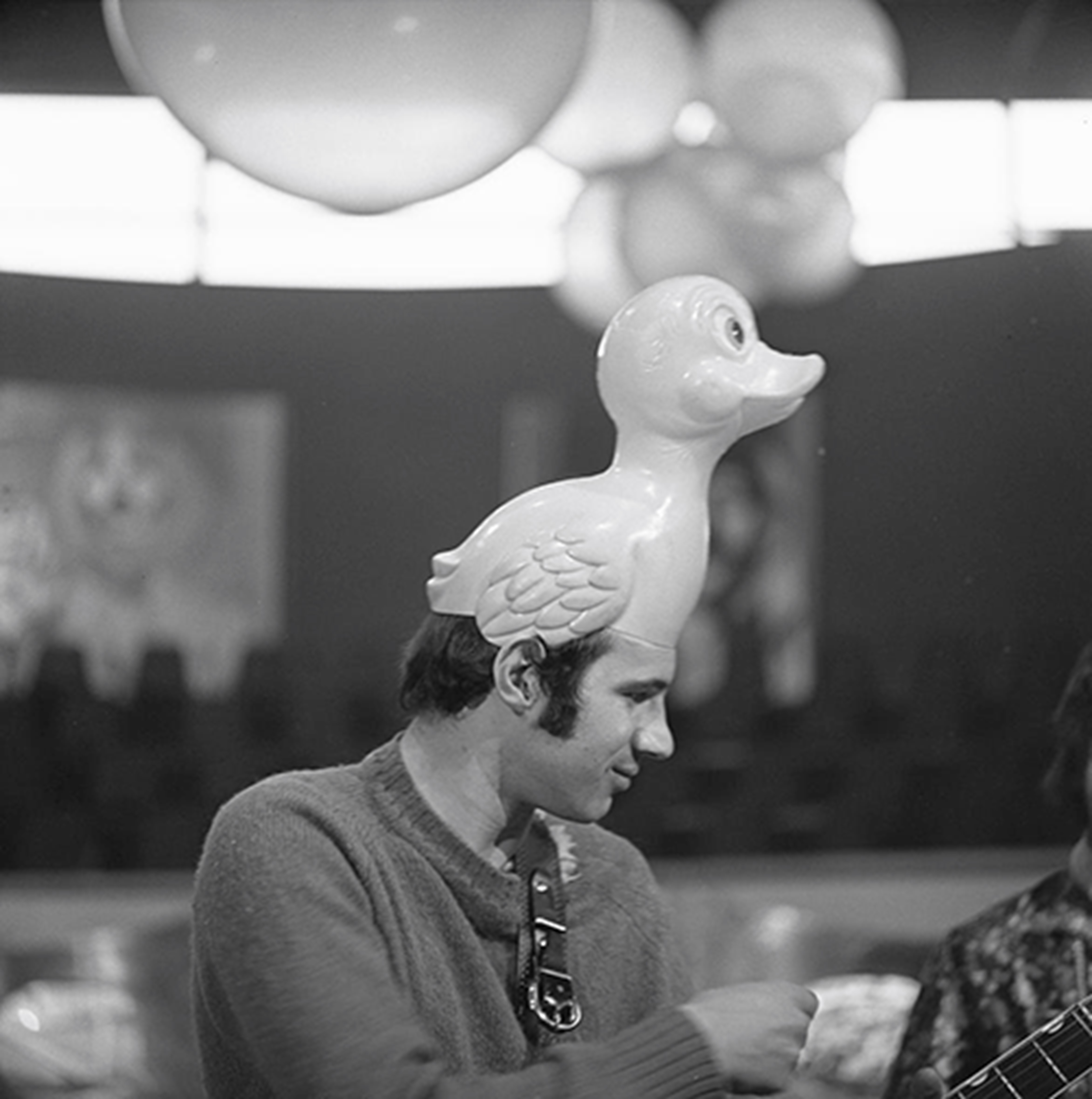
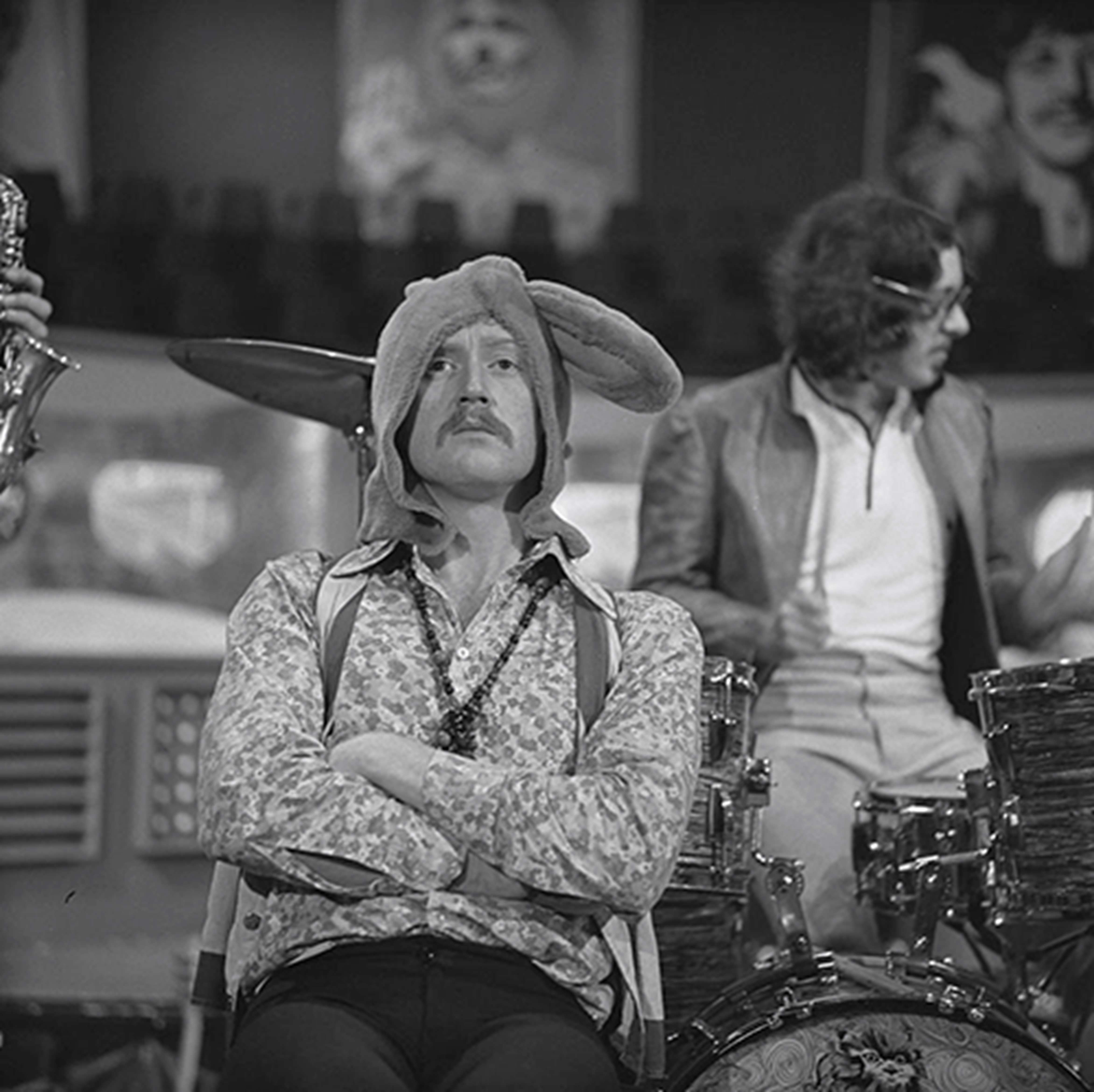
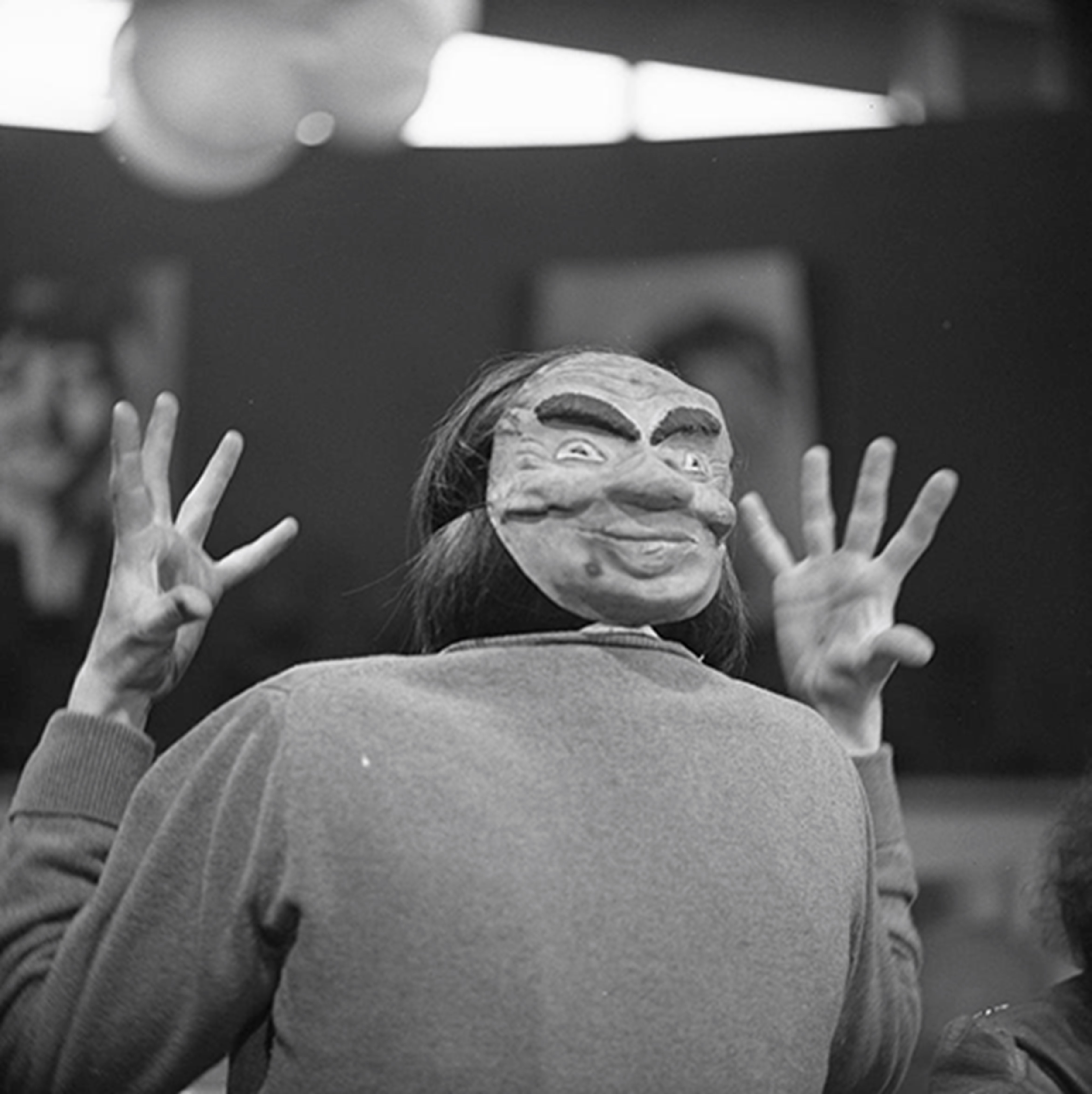
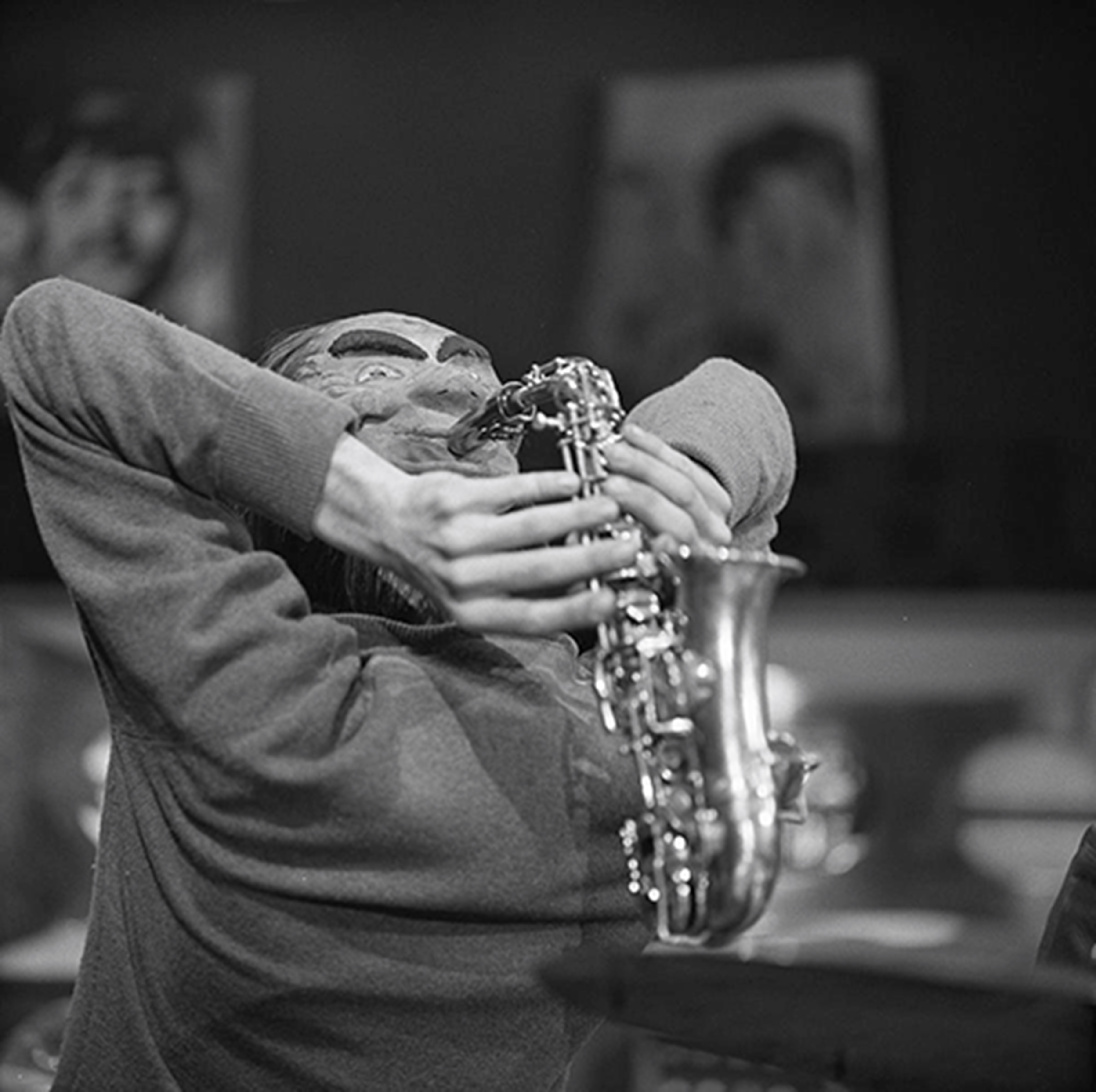
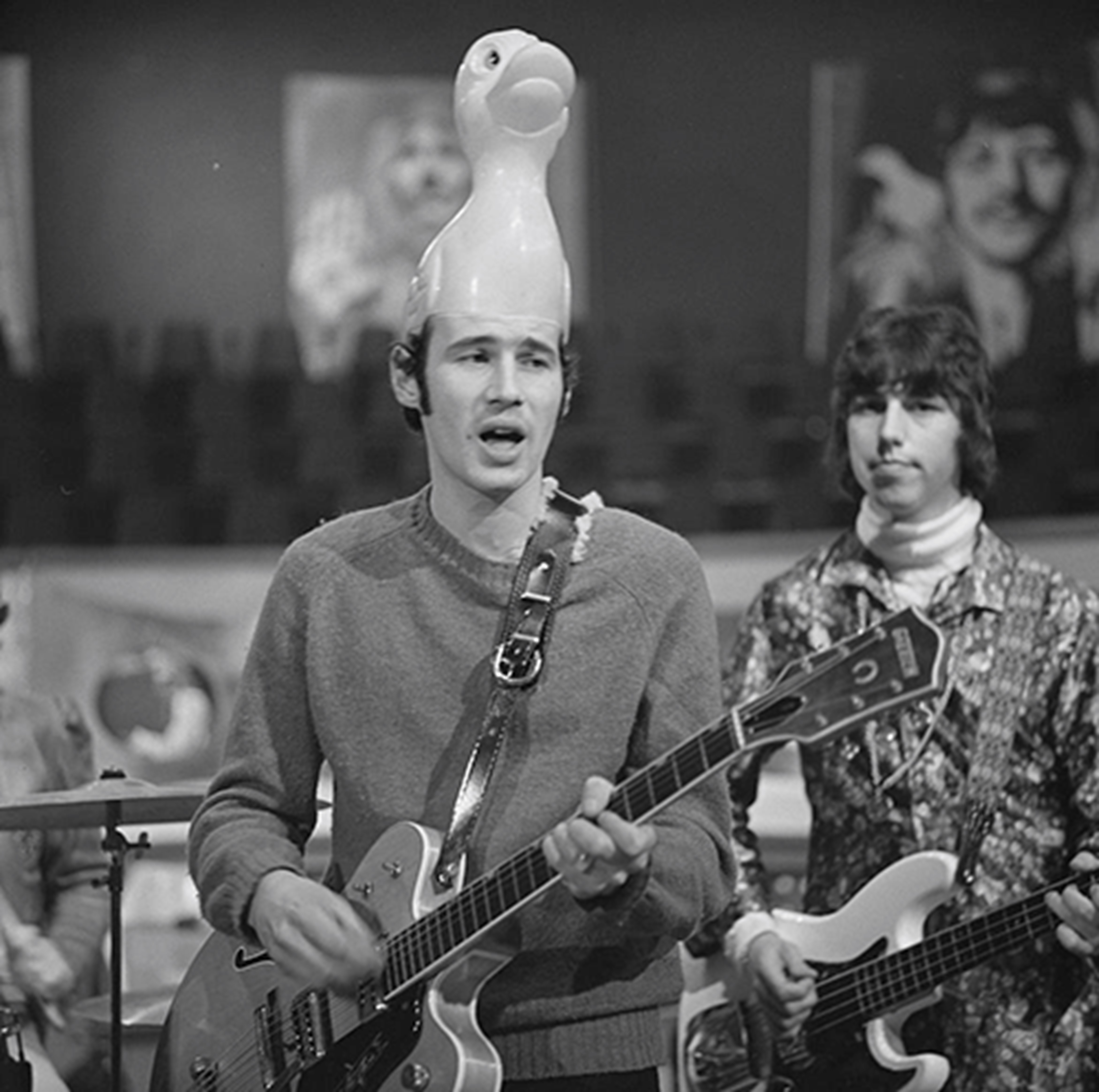

Comunque, la formazione della band variava, qualche volta anche di settimana in settimana, e un gran numero di altri musicisti venivano invitati negli studi di registrazione per collaborare. I membri transitori sono stati: Vernon Dudley Bohay-Nowell, Martin "Sam Spoons" Ash, "Happy" Wally Wilks, Tom Parkinson, Chris Jennings, Claude Abbo, Trevor Brown, Tom Hedge, Eric Idle, Eric Clapton, Elton John, Paul McCartney, Leon Williams, John Parry, Raymond Lewitt, Sydney "Big Sid" Nicholls, James "Jim Strobes" Chambers, Bob Kerr, Dave Clague, Joel Druckman, "Borneo" Fred Munt, Chalky Chalkey, Dennis Cowan, Aynsley Dunbar, Jim Capaldi, Anthony "Bubs" White, Andy Roberts, Dave Richards, Pete Currie, Dick Parry, Hughie Flint e Glen Colson.

## Discografia

### Album in studio
- 1967 - Gorilla
- 1968 - The Doughnut in Granny's Greenhouse
- 1969 - Tadpoles
- 1969 - Keynsham
- 1972 - Let's Make Up and Be Friendly
- 2007 - Pour l'Amour des Chiens

### Singoli
- 1966 - My Brother Makes the Noises for the Talkies/I'm Going to Bring a Watermelon to My Girl Tonight
- 1966 - Alley Oop/Button Up Your Overcoat
- 1967 - Equestrian Statue
- 1968 - I'm the Urban Spaceman
- 1969 - Mr. Apollo
- 1969 - I Want to Be With You
- 1972 - King of Scurf/Slush
- 1992 - No Matter Who You Vote for the Governement Always Gets In (Heigh Ho)

### Raccolte e vari
- 1970 - The Best of the Bonzos
- 1971 - The Alberts, The Bonzo Dog Doo-Dah Band, The Temperance Seven
- 1971 - Beast of the Bonzos
- 1974 - The History of the Bonzos
- 1983 - Some of the Best of The Bonzo Dog Band
- 1984 - The Very Best of the Bonzo Dog Doo-Dah Band
- 1990 - The Bestiality of the Bonzos
- 1990 - The Best of the Bonzo Dog Band
- 1992 - Cornology
- 1995 - Unpeeled
- 1996 - Everybody Loves Irony
- 1997 - Buddah Is On Mars
- 1999 - Anthropology: The Beast Within
- 2000 - New Tricks
- 2002 - The Peel Sessions
- 2006 - Wrestle Poodles... And Win! (album live)

## Nella cultura di massa
- La band è menzionata nel libro Vizio di forma di Thomas Pynchon
- La band di rock psichedelico Poisoned Electrick Head prese il suo nome dagli ultimi tre versi della canzone My Pink Half of the Drainpipe.
- La band Indie-rock Death Cab for Cutie prese il suo nome da una loro canzone con lo stesso nome.
- Il gruppo demenziale italiano degli Squallor, nel suo disco d'esordio Troia, del 1973, realizzò una cover del brano Slush, peraltro quasi del tutto identica all'originale (perfino nel suono della risata in loop). Il titolo era La risata triste.